# Aumühle (Szlezwik-Holsztyn)
Aumühle – gmina w Niemczech w kraju związkowym Szlezwik-Holsztyn, w powiecie Herzogtum Lauenburg, wchodzi w skład urzędu Hohe Elbgeest.
30 lipca 1898 roku we Friedrichsruh (obecnie dzielnica Aumühle) zmarł kanclerz Otto von Bismarck. Został pochowany w mauzoleum obok swojej żony.
Zmarł tam naczelny dowódca Kriegsmarine Karl Dönitz 24 grudnia 1980.